# Teorema de extinción de Ewald y Oseen
En óptica, el teorema de extinción de Ewald y Oseen, a veces denominado simplemente teorema de extinción, es un postulado que subyace a la comprensión común de fenómenos lumínicos como la dispersión (así como de la refracción, la reflexión y la difracción). Lleva el nombre de Paul Ewald y de Carl Wilhelm Oseen, quienes demostraron el teorema en medios cristalinos e isotrópicos, respectivamente, en 1916 y 1915. Originalmente, el teorema se aplicaba a la dispersión de objetos dieléctricos isotrópicos en el espacio libre. El alcance del teorema se amplió enormemente para abarcar una amplia variedad de medios bianisotrópicos.

## Visión general
Una parte importante de la teoría de la física óptica es comenzar con la física microscópica (el comportamiento de los átomos y electrones) y utilizarla para "deducir" las familiares leyes macroscópicas de la óptica. En particular, existe una conexión entre cómo funciona el índice de refracción y de dónde proviene, a partir de la física microscópica. El teorema de extinción de Ewald-Oseen es una parte de esa deducción (al igual que la ecuación de Clausius-Mossoti y otras).
Cuando la luz que viaja en el vacío entra en un medio transparente como el vidrio, la luz se ralentiza, tal y como indica su índice de refracción. Aunque este hecho es conocido y familiar, en realidad es bastante extraño y sorprendente cuando se piensa en ello microscópicamente. Después de todo, según el principio de superposición, la luz en el cristal es una superposición de:
- La onda de luz original, y
- Las ondas de luz emitidas por los electrones oscilantes en el vidrio.

(la luz es un campo electromagnético oscilante que empuja los electrones hacia adelante y hacia atrás, emitiendo radiación dipolar).
Individualmente, cada una de estas ondas viaja a la velocidad de la luz en el vacío, no a la velocidad (más lenta) de la luz en el vidrio. Sin embargo, cuando se suman las ondas, sorprendentemente crean solamente una onda que viaja a menor velocidad.
El teorema de extinción de Ewald-Oseen dice que la luz emitida por los átomos tiene una componente que viaja a la velocidad de la luz en el vacío, lo que anula (extingue) exactamente la onda de luz original. Además, la luz emitida por los átomos tiene una componente que parece una onda que viaja a la velocidad más lenta de la luz en el vidrio. En total, la única onda en el cristal es la onda lenta, consistente con lo que se espera de la óptica básica.
Se puede encontrar una descripción más completa en el texto Classical Optics and its Applications, de Masud Mansuripur. Por otro lado, la obra Principles of Optics, de Born y Wolf, incluye una demostración del teorema clásico, y la de su extensión ha sido presentada por Akhlesh Lakhtakia.

## Obtención de las ecuaciones de Maxwell

### Introducción
Cuando una onda electromagnética penetra en un medio dieléctrico, excita (hace resonar) los electrones del material, ya sea que estén libres o ligados, poniéndolos en un estado vibratorio con la misma frecuencia que la onda. Estos electrones, a su vez, irradiarán sus propios campos electromagnéticos como resultado de su oscilación (campos electromagnéticos de cargas oscilantes). Debido a la linealidad de las ecuaciones de Maxwell, se espera que el campo total en cualquier punto del espacio sea la suma del campo original y del campo producido por los electrones oscilantes. Sin embargo, este resultado es contrario a la intuición de la onda en el dieléctrico que se observa en la práctica, que se mueve a una velocidad de c/n, donde n es el índice de refracción medio. El teorema de extinción de Ewald-Oseen busca explicar este fenómeno, demostrando cómo la superposición de estas dos ondas reproduce el resultado familiar de una onda que se mueve a una velocidad de c/n.

### Deducción
La siguiente es una deducción basada en un trabajo de Ballenegger y Weber. Se parte de considerar una situación simplificada en la que una onda electromagnética monocromática normalmente incide sobre un medio que llena la mitad del espacio en la región z>0, como se muestra en la Figura 1.

Figura 1: El semiespacio z>0 es un material dieléctrico con susceptibilidad χ, y el semiespacio z<0 es el vacío

El campo eléctrico en un punto del espacio es la suma de los campos eléctricos debidos a todas las diversas fuentes. En el caso analizado, se separan los campos en dos categorías según sus fuentes generadoras. Se denota el campo incidente como
{\displaystyle \mathbf {E} _{\mathrm {vac} }}
y la suma de los campos generados por los electrones oscilantes en el medio atravesado como:
{\displaystyle \mathbf {E} _{\mathrm {rad} }(z,t).}
El campo total en cualquier punto z del espacio viene dado por la superposición de las dos contribuciones,
{\displaystyle \mathbf {E} (z,t)=\mathbf {E} _{\mathrm {vac} }(z,t)+\mathbf {E} _{\mathrm {rad} }(z,t).}
Para coincidir con las observaciones empíricas, {\displaystyle \mathbf {E} _{\mathrm {vac} }} tiene esta forma. Sin embargo, ya se sabe que dentro del medio, z>0, solo se observa lo que se denomina el campo E transmitido {\displaystyle \mathbf {E} _{\mathrm {T} }}, que viaja a través del material a la velocidad c/n.
Por lo tanto, con estas condiciones:
{\displaystyle \mathbf {E} _{\mathrm {rad} }(z,t)=-\mathbf {E} _{\mathrm {vac} }(z,t)+\mathbf {E} _{T}(z,t)}
Es decir, el campo radiado anula al campo incidente y crea un campo transmitido que viaja dentro del medio a velocidad c/n. Usando la misma lógica, fuera del medio el campo radiado produce el efecto de un campo reflejado {\displaystyle \mathbf {E} _{R}} que viaja con velocidad c en dirección opuesta al campo incidente:
{\displaystyle \mathbf {E} _{\mathrm {rad} }(z,t)=-\mathbf {E} _{\mathrm {vac} }(z,t)-\mathbf {E} _{R}(z,t)}
Supóngase que la longitud de onda es mucho mayor que la separación promedio de los átomos, por lo que el medio puede considerarse continuo. Usando los campos macroscópicos E y B habituales y tomando el medio como no magnético y neutro, las ecuaciones de Maxwell toman la forma
{\displaystyle {\begin{aligned}\nabla \cdot \mathbf {E} &=0\\\nabla \cdot \mathbf {B} &=0\\\nabla \times \mathbf {E} &=-{\frac {\partial \mathbf {B} }{\partial t}}\\\nabla \times \mathbf {B} &={\boldsymbol {\mu }}_{0}\mathbf {J} +\epsilon _{0}{\boldsymbol {\mu }}_{0}{\frac {\partial \mathbf {E} }{\partial t}}\end{aligned}}}
Tanto el campo eléctrico total como el campo  magnético
{\displaystyle \mathbf {E} =\mathbf {E} _{\mathrm {vac} }+\mathbf {E} _{\mathrm {rad} },\quad \mathbf {B} =\mathbf {B} _{\mathrm {vac} }+\mathbf {B} _{\mathrm {rad} }}
se expresan según el conjunto de ecuaciones de Maxwell dentro del dieléctrico:
{\displaystyle {\begin{array}{l}{\nabla \cdot \mathbf {E} _{\mathrm {rad} }=0}\\{\nabla \cdot \mathbf {B} _{\mathrm {rad} }=0}\\{\nabla \times \mathbf {E} _{\mathrm {rad} }=-\partial \mathbf {B} _{\mathrm {rad} }/\partial t}\\{\nabla \times \mathbf {B} _{\mathrm {rad} }=\mu _{0}\mathbf {J} +\epsilon _{0}\mu _{0}\partial \mathbf {E} _{\mathrm {rad} }/\partial t}\end{array}}}
donde {\displaystyle \mathbf {J} } incluye la corriente verdadera y de polarización inducida en el material por el campo eléctrico exterior. Se supone ahora una relación lineal entre la corriente y el campo eléctrico, y por lo tanto:
{\displaystyle \mathbf {J} ={\sigma }\left(\mathbf {E} _{\mathrm {vac} }+\mathbf {E} _{\mathrm {rad} }\right)}
El conjunto de ecuaciones de Maxwell fuera del dieléctrico no tiene término de densidad de corriente.
{\displaystyle {\begin{array}{l}{\nabla \cdot \mathbf {E} _{\mathrm {vac} }=0}\\{\nabla \cdot \mathbf {B} _{\mathrm {vac} }=0}\\{\nabla \times \mathbf {E} _{\mathrm {vac} }=-\partial \mathbf {B} _{\mathrm {vac} }/\partial t}\\{\nabla \times \mathbf {B} _{\mathrm {vac} }=\epsilon _{0}\mu _{0}\partial \mathbf {E} _{\mathrm {vac} }/\partial t}\end{array}}}
Los dos conjuntos de ecuaciones de Maxwell están acoplados, ya que el campo eléctrico del vacío aparece en el término de densidad de corriente.
Para una onda monocromática con incidencia normal, el campo eléctrico del vacío tiene la forma:
{\displaystyle \mathbf {E} _{\mathrm {vac} }(z,t)=\mathbf {E} _{\mathrm {vac} }\exp[i(kz-\omega t)],}
con {\displaystyle k=\omega /{c}}.
Ahora, para resolver {\displaystyle \mathbf {E} _{\mathrm {rad} }}, se toma la curvatura de la tercera ecuación del primer conjunto de ecuaciones de Maxwell y se combina con la cuarta:
{\displaystyle {\begin{aligned}\nabla \times \nabla \times \mathbf {E} _{\mathrm {rad} }&=-{\frac {\partial }{\partial t}}(\nabla \times \mathbf {B} _{\mathrm {rad} })\\[1ex]\nabla \times \nabla \times \mathbf {E} _{\mathrm {rad} }&=-{\frac {\partial }{\partial t}}\left(\mu _{0}\mathbf {J} +\epsilon _{0}\mu _{0}{\frac {\partial \mathbf {E} _{\mathrm {rad} }}{\partial t}}\right)\end{aligned}}}
Simplificando la expresión en un par de pasos usando la suma de Einstein, se obtiene:
{\displaystyle {\begin{aligned}(\nabla \times \nabla \times \mathbf {E} )_{i}&=\epsilon _{ijk}\epsilon _{klm}\partial _{j}\partial _{l}E_{m}\\&=(\delta _{il}\delta _{j\mathrm {m} }-\delta _{i\mathrm {m} }\delta _{jl})\partial _{j}\partial _{l}E_{m}\\&=\partial _{i}(\partial _{j}E_{j})-\partial _{j}\partial _{j}E_{i}\end{aligned}}}
y por lo tanto, resulta que
{\displaystyle \nabla \times \nabla \times \mathbf {E} _{rad}=\nabla (\nabla \cdot \mathbf {E} _{rad})-\nabla ^{2}\mathbf {E} _{rad}}
Ahora, sustituyendo {\displaystyle \mathbf {J} } por {\displaystyle {\sigma }\left(\mathbf {E} _{\mathrm {vac} }+\mathbf {E} _{\mathrm {rad} }\right)}, y aprovechando el hecho de que {\displaystyle \nabla \cdot \mathbf {E} _{\mathrm {rad} }=0}, se obtiene
{\displaystyle \nabla ^{2}\mathbf {E} _{\mathrm {rad} }={\frac {\partial }{\partial t}}(\mu _{0}{\sigma }\mathbf {E} _{\mathrm {vac} }+\mu _{0}{\sigma }\mathbf {E} _{\mathrm {rad} }+\epsilon _{0}\mu _{0}\partial \mathbf {E} _{\mathrm {rad} }/\partial t)}
Si se observa que todos los campos tienen la misma dependencia temporal de {\displaystyle \exp(-i\omega t)}, las derivadas respecto al tiempo son sencillas, y se obtiene la siguiente ecuación de onda no homogénea:
{\displaystyle \nabla ^{2}\mathbf {E} _{\mathrm {rad} }+\mu _{0}\omega ^{2}\left(\epsilon _{0}+i\sigma /\omega \right)\mathbf {E} _{\mathrm {rad} }=-i\mu _{0}\omega \sigma \mathbf {E} _{\mathrm {vac} }(z)}
con solución particular:
{\displaystyle \mathbf {E} _{\mathrm {rad} }^{P}=-\mathbf {E} _{\mathrm {vac} }(z)}
Para la solución completa, se suma a la solución particular la solución general de la ecuación homogénea, que es una superposición de ondas planas que viajan en direcciones arbitrarias:
{\displaystyle \left(\mathbf {E} _{\mathrm {rad} }^{c}\right)_{i}=\int g_{i}({\boldsymbol {\theta }},{\boldsymbol {\phi }})\exp \left(i\mathbf {k} '\cdot \mathbf {r} \right)d\Omega }
donde {\displaystyle k'} se encuentra a partir de la ecuación homogénea que es
{\displaystyle k^{\prime 2}=\mu _{0}\epsilon _{0}\omega ^{2}\left(1+i{\frac {\sigma }{\epsilon _{0}\omega }}\right)}
Debe tenerse en cuenta que se ha tomado la solución como una superposición coherente de ondas planas. Debido a la simetría, se sabe que los campos serán iguales en un plano perpendicular al eje {\displaystyle z}. Por lo tanto, {\displaystyle \mathbf {k} '\cdot \mathbf {a} =0,} donde {\displaystyle \mathbf {a} } es un desplazamiento perpendicular a {\displaystyle z}.
Como no hay fronteras en la región {\displaystyle z>0}, se espera una onda que viaje hacia la derecha. La solución de la ecuación homogénea se convierte en,
{\displaystyle \mathbf {E} _{\mathrm {rad} }^{c}=\mathbf {E} _{T}\exp \left(ik'z\right)}
Sumando esto a la solución particular, se obtiene la onda radiada dentro del medio ({\displaystyle z>0})
{\displaystyle \mathbf {E} _{\mathrm {rad} }=-\mathbf {E} _{\mathrm {vac} }(z)+\mathbf {E} _{T}\exp \left(ik'z\right)}
El campo total en cualquier posición {\displaystyle z} es la suma de los campos incidente y radiado en esa posición. Sumando los dos componentes dentro del medio, se obtiene el campo total:
{\displaystyle \mathrm {E} (z)=\mathrm {E} _{T}\exp \left(ik'z\right),\qquad z>0}
Esta onda viaja dentro del dieléctrico a una velocidad {\displaystyle c/n,}:
{\displaystyle n=ck'/\omega ={\sqrt {1+i{\frac {\sigma }{\epsilon _{0}\omega }}}}}
Se puede simplificar el {\displaystyle n} anterior a una forma familiar del índice de refracción de un dieléctrico isotrópico lineal. Para ello, basta con recordar que en un dieléctrico lineal un campo eléctrico aplicado {\displaystyle \mathbf {E} } induce una polarización {\displaystyle \mathbf {P} } proporcional al campo eléctrico {\displaystyle \mathbf {P} =\epsilon _{0}\chi _{e}\mathbf {E} }. Cuando el campo eléctrico cambia, las cargas inducidas se mueven y producen una densidad de corriente dada por {\displaystyle \partial \mathbf {P} /\partial t}. Como la dependencia del campo eléctrico con respecto al tiempo es {\displaystyle \exp(-i\omega t)}, resulta que
{\displaystyle \mathbf {J} =-i\epsilon _{0}\omega \chi _{e}\mathbf {E} ,}
lo que implica que la conductividad
{\displaystyle \sigma =-i\epsilon _{0}\omega \chi _{e}.}
Entonces, sustituyendo la conductividad en la ecuación de {\displaystyle n}, se obtiene
{\displaystyle n={\sqrt {1+\chi _{e}}}}
que es una forma más familiar. Para la región {\displaystyle z<0}, se impone la condición de una onda que viaja hacia la izquierda. Al establecer la conductividad en esta región {\displaystyle \sigma =0}, se obtiene la onda reflejada
{\displaystyle \mathrm {E} (z)=\mathrm {E} _{R}\exp \left(-ikz\right),}
viajando a la velocidad de la luz.
Por último, téngase en cuenta que la nomenclatura de coeficientes, {\displaystyle \mathbf {E} _{T}} y {\displaystyle \mathbf {E} _{R}}, solo se adopta para mostrar que el resultado coincide con lo que se esperaba.

## Aproximación vectorial de Hertz
La siguiente es una derivación basada en un trabajo de Wangsness y un desarrollo similar que se encuentra en el capítulo 20 del texto de Zangwill, Electrodinámica moderna. La configuración es la siguiente: sea el semiespacio infinito {\displaystyle z<0} el vacío y el medio espacio infinito {\displaystyle z>0} un material dieléctrico isotrópico uniforme con susceptibilidad eléctrica {\displaystyle \chi .}
La ecuación de onda electromagnética no homogénea para el campo eléctrico se puede escribir en términos del potencial de Hertz eléctrico, {\displaystyle {\boldsymbol {\pi }}_{\mathrm {e} }}, en el calibre de Lorenz como
{\displaystyle \nabla ^{2}{\boldsymbol {\pi }}_{\mathrm {e} }-{\frac {1}{c^{2}}}{\frac {\partial ^{2}{\boldsymbol {\pi }}_{\mathrm {e} }}{\partial t^{2}}}=-{\frac {\mathbf {P} }{\epsilon _{0}}}.}
El campo eléctrico en términos de los vectores de Hertz viene dado como
{\displaystyle \mathbf {E} =\nabla \times \nabla \times {\boldsymbol {\pi }}_{\mathrm {e} }-{\frac {\mathbf {P} }{\epsilon _{0}}}-{\frac {\partial }{\partial t}}\left(\nabla \times {\boldsymbol {\pi }}_{\mathrm {m} }\right),}
pero el vector magnético de Hertz {\displaystyle {\boldsymbol {\pi }}_{\mathrm {m} }} es 0, ya que se supone que el material no es magnetizable y no hay campo magnético externo. Por lo tanto, el campo eléctrico se simplifica a
{\displaystyle \mathbf {E} =\nabla \times \nabla \times {\boldsymbol {\pi }}_{\mathrm {e} }-{\frac {\mathbf {P} }{\epsilon _{0}}}.}
Para calcular el campo eléctrico primero se debe resolver la ecuación de onda no homogénea para {\displaystyle {\boldsymbol {\pi }}_{\mathrm {e} }}. Para hacer esto, se divide {\displaystyle {\boldsymbol {\pi }}_{\mathrm {e} }} en las soluciones homogéneas y particulares.
{\displaystyle {\boldsymbol {\pi }}_{\mathrm {e} }(\mathbf {r} ,t)={\boldsymbol {\pi }}_{e,h}(\mathbf {r} ,t)+{\boldsymbol {\pi }}_{\mathrm {e,p} }(\mathbf {r} ,t).}
La linealidad permite entonces escribir
{\displaystyle \mathbf {E} (\mathbf {r} ,t)=\mathbf {E} _{h}(\mathbf {r} ,t)+\mathbf {E} _{\mathrm {p} }(\mathbf {r} ,t).}
La solución homogénea {\displaystyle \mathbf {E} _{h}(\mathbf {r} ,t)} es la onda plana inicial que viaja con el vector de onda {\displaystyle k_{0}=\omega /c} en la dirección {\displaystyle z} positiva
{\displaystyle \mathbf {E} _{h}(\mathbf {r} ,t)=\mathbf {E} _{0}e^{i\left(k_{0}z-\omega t\right)}.}
No es necesario encontrar {\displaystyle {\boldsymbol {\pi }}_{e,h}(\mathbf {r} ,t)} explícitamente, ya que solo interesa encontrar el campo.
La solución particular, {\displaystyle {\boldsymbol {\pi }}_{\mathrm {e,p} }(\mathbf {r} ,t)} y por lo tanto, {\displaystyle \mathbf {E} _{\mathrm {p} }(\mathbf {r} ,t)}, se encuentra usando un método basado en la función de Green dependiente del tiempo en la ecuación de onda no homogénea para {\displaystyle {\boldsymbol {\pi }}_{\mathrm {e,p} }} que produce la integral del potencial retardado.
{\displaystyle {\boldsymbol {\pi }}_{\mathrm {e,p} }(\mathbf {r} ,t)={\frac {1}{4\pi \epsilon _{0}}}\int d^{3}r'{\frac {\mathbf {P} \left(\mathbf {r} ',t-\left|\mathbf {r} -\mathbf {r} '\right|/c\right)}{\left|\mathbf {r} -\mathbf {r} '\right|}}.}
Dado que el campo eléctrico inicial está polarizando el material, el vector de polarización debe tener la misma dependencia espacial y temporal {\displaystyle \mathbf {P} (\mathbf {r} ,t)=\mathbf {P} _{0}e^{i(kz-\omega t)}.}. Wangsness analiza más detalles sobre esta suposición. Conectando esto a la integral y expresándolo en términos de coordenadas cartesianas, se obtiene
{\displaystyle {\boldsymbol {\pi }}_{\mathrm {e,p} }(\mathbf {r} ,t)={\frac {\mathbf {P} _{0}e^{i(kz-\omega t)}}{4\pi \epsilon _{0}}}\int _{0}^{\infty }dz'e^{ik\left(z'-z\right)}\int _{-\infty }^{\infty }dx'\int _{-\infty }^{\infty }dy'{\frac {e^{ik_{0}\left|\mathbf {r} -\mathbf {r} '\right|}}{\left|\mathbf {r} -\mathbf {r} '\right|}}.}
Primero, considérese solo la integración sobre {\displaystyle x'} y {\displaystyle y'} y conviértase a coordenadas cilíndricas {\displaystyle (x,y,z)\rightarrow (\rho ,\varphi ,z)} y denomínese {\displaystyle \left|\mathbf {r} -\mathbf {r} '\right|=R}
{\displaystyle I:=\int _{-\infty }^{\infty }dx^{\prime }\int _{-\infty }^{\infty }dy^{\prime }{\frac {e^{ik_{0}\left|\mathbf {r} -\mathbf {r} ^{\prime }\right|}}{\left|\mathbf {r} -\mathbf {r} ^{\prime }\right|}}=\int _{0}^{2\pi }d\varphi '\int _{0}^{\infty }d\rho '{\frac {e^{ik_{0}R}}{R}}=2\pi \int _{0}^{\infty }d\rho '{\frac {e^{ik_{0}R}}{R}}.}
Entonces, usando la sustitución
{\displaystyle R^{2}=\rho ^{2}+\left|z'-z\right|^{2}\Rightarrow \rho ^{2}=R^{2}-\left|z'-z\right|^{2}\Rightarrow \rho \,d\rho =R\,dR}
y
{\displaystyle \rho ={\sqrt {R^{2}-\left|z'-z\right|^{2}}}}
con lo que los límites toman la forma
{\displaystyle \rho =0={\sqrt {R^{2}-\left|z'-z\right|^{2}}}\Rightarrow R=\left|z'-z\right|}
y
{\displaystyle \rho =\infty ={\sqrt {R^{2}-\left|z'-z\right|^{2}}}\Rightarrow R=\infty .}
Ahora, se introduce un factor de convergencia {\displaystyle e^{-\epsilon R}} con {\displaystyle \epsilon \in \mathbb {R} } en el integrando, ya que no cambia el valor de la integral
{\displaystyle {\begin{aligned}I&=2\pi \int _{\left|z'-z\right|}^{\infty }dRe^{ik_{0}R}\\&=2\pi \lim _{\epsilon \to 0}\int _{\left|z'-z\right|}^{\infty }dRe^{(ik_{0}-\epsilon )R}\\&=\left.2\pi \lim _{\epsilon \to 0}\left[{\frac {e^{(ik_{0}-\epsilon )R}}{ik_{0}-\epsilon }}\right]\right|_{\left|z'-z\right|}^{\infty }\\&=2\pi \lim _{\epsilon \to 0}\left[{\frac {e^{(ik_{0}-\epsilon )\infty }}{ik_{0}-\epsilon }}-{\frac {e^{(ik_{0}-\epsilon ){\left|z'-z\right|}}}{ik_{0}-\epsilon }}\right].\end{aligned}}}
Entonces, {\displaystyle \epsilon \in \mathbb {R} } implica que {\displaystyle \lim _{\epsilon \to 0}e^{-\epsilon \infty }=0}, y por lo tanto {\displaystyle \lim _{\epsilon \to 0}e^{(ik_{0}-\epsilon )\infty }=\lim _{\epsilon \to 0}e^{ik_{0}\infty }e^{-\epsilon \infty }=0}. En consecuencia
{\displaystyle {\begin{aligned}I&=2\pi \lim _{\epsilon \to 0}\left[0-{\frac {e^{(ik_{0}-\epsilon ){\left|z^{\prime }-z\right|}}}{ik_{0}-\epsilon }}\right]\\&=-2\pi {\frac {e^{ik_{0}{\left|z'-z\right|}}}{ik_{0}}}\\&=2\pi i{\frac {e^{ik_{0}{\left|z'-z\right|}}}{k_{0}}}.\end{aligned}}}
Ahora, reemplazando este resultado nuevamente en la integral de z se obtiene
{\displaystyle {\boldsymbol {\pi }}_{\mathrm {e,p} }(z,t)={\frac {i\mathbf {P} _{0}e^{i(kz-\omega t)}}{2k_{0}\epsilon _{0}}}\int _{0}^{\infty }dz'e^{ik\left(z'-z\right)}e^{ik_{0}\left|z-z'\right|}}
Obsérvese que {\displaystyle {\boldsymbol {\pi }}_{\mathrm {e,p} }} ahora es solo una función de {\displaystyle z} y no de {\displaystyle \mathbf {r} }, como se esperaba para la simetría dada.
Esta integración debe dividirse en dos debido al valor absoluto de {\displaystyle \left|z-z'\right|} dentro del integrando. Las regiones son {\displaystyle z<0} y {\displaystyle z>0}. Nuevamente, se debe introducir un factor de convergencia para evaluar ambas integrales y el resultado es
{\displaystyle {\boldsymbol {\pi }}_{\mathrm {e,p} }(z,t)=-{\frac {\mathbf {P} e^{-i\omega t}}{2\epsilon _{0}k_{0}}}{\begin{cases}{{\frac {1}{k+k_{0}}}e^{-ik_{0}z}}&{z<0}\\{{\frac {2k_{0}}{k_{0}^{2}-k^{2}}}e^{ikz}+{\frac {1}{k-k_{0}}}e^{ik_{0}z}}&{z>0.}\end{cases}}}
En lugar de introducir {\displaystyle {\boldsymbol {\pi }}_{\mathrm {e,p} }} directamente en la expresión del campo eléctrico, se pueden hacer varias simplificaciones. Se comienza con la lazo de la identidad del vector lazo,
{\displaystyle \nabla \times (\nabla \times \mathbf {{\boldsymbol {\pi }}_{\mathrm {e,p} }} )=\nabla (\nabla \cdot \mathbf {{\boldsymbol {\pi }}_{\mathrm {e,p} }} )-\nabla ^{2}\mathbf {{\boldsymbol {\pi }}_{\mathrm {e,p} }} ,}
por lo tanto,
{\displaystyle {\begin{aligned}\mathbf {E} _{\mathrm {p} }&=\nabla \times \nabla \times {\boldsymbol {\pi }}_{\mathrm {e} }-{\frac {\mathbf {P} }{\epsilon _{0}}}\\&=\nabla (\nabla \cdot {\boldsymbol {\pi }}_{\mathrm {e,p} })-\nabla ^{2}{\boldsymbol {\pi }}_{\mathrm {e,p} }-{\frac {\mathbf {P} }{\epsilon _{0}}}.\end{aligned}}}
Obsérvese que {\displaystyle \nabla \cdot {\boldsymbol {\pi }}_{\mathrm {e,p} }=0} porque {\displaystyle \mathbf {P} } no tiene dependencia de {\displaystyle {\mathbf {z} }} y siempre es perpendicular a {\displaystyle {\hat {\mathbf {z} }}}. Además, el segundo y el tercer términos son equivalentes a la ecuación de onda no homogénea, y por lo tanto,
{\displaystyle {\begin{aligned}\mathbf {E} _{\mathrm {p} }&=-{\frac {1}{c^{2}}}{\frac {\partial ^{2}{\boldsymbol {\pi }}_{\mathrm {e,p} }}{\partial t^{2}}}\\&=-{\frac {1}{c^{2}}}(-i\omega )^{2}{\boldsymbol {\pi }}_{\mathrm {e,p} }\\&=k_{0}^{2}{\boldsymbol {\pi }}_{\mathrm {e,p} }\end{aligned}}}
En consecuencia, el campo total es
{\displaystyle \mathbf {E} (z,t)=\mathbf {E} _{0}e^{i\left(k_{0}z-\omega t\right)}+k_{0}^{2}{\boldsymbol {\pi }}_{\mathrm {e,p} }(z,t)}
que se convierte en
{\displaystyle \mathbf {E} (z,t)=\left\{{\begin{array}{l}{\mathbf {E} _{0}e^{i\left(k_{0}z-\omega t\right)}-{\frac {\mathbf {P} }{2\epsilon _{0}}}{\frac {k_{0}}{k+k_{0}}}e^{-i\left(k_{0}z+\omega t\right)}}&{z<0}\\{\mathbf {E} _{0}e^{i\left(k_{0}z-\omega t\right)}-{\frac {\mathbf {P} }{2\epsilon _{0}}}{\frac {k_{0}}{k-k_{0}}}e^{i\left(k_{0}z-\omega t\right)}-{\frac {\mathbf {P} }{\epsilon _{0}}}{\frac {k_{0}^{2}}{k_{0}^{2}-k^{2}}}e^{i(kz-\omega t)}}&{z>0.}\end{array}}\right.}
Ahora, se opera sobre el campo dentro del dieléctrico. Usando el hecho de que {\displaystyle \mathbf {E} (z,t)} es complejo, se puede escribir inmediatamente que
{\displaystyle \mathbf {E} (z>0,t)=\mathbf {E} e^{i\left(k_{0}z-\omega t\right)}}
Si también se recuerda que dentro del dieléctrico {\displaystyle \mathbf {P} =\epsilon _{0}\chi \mathbf {E} }, por coincidencia de coeficientes se tiene que
{\displaystyle e^{i\left(kz-\omega t\right)}\Rightarrow 1=-\chi {\frac {k_{0}^{2}}{k_{0}^{2}-k^{2}}}}
y
{\displaystyle e^{i\left(k_{0}z-\omega t\right)}\Rightarrow 0=\mathbf {E} _{0}-{\frac {\chi }{2}}{\frac {k_{0}}{k-k_{0}}}\mathbf {E} .}
La primera relación produce rápidamente el vector de onda en el dieléctrico en términos de la onda incidente como
{\displaystyle {\begin{aligned}k&={\sqrt {1+\chi }}k_{0}\\&=nk_{0}.\end{aligned}}}
Usando este resultado y la definición de {\displaystyle \mathbf {P} } en la segunda expresión, se obtiene el vector de polarización en términos del campo eléctrico incidente como
{\displaystyle \mathbf {P} =2\epsilon _{0}(n-1)\mathbf {E} _{0}.}
Ambos resultados se pueden sustituir en la expresión del campo eléctrico para obtener la expresión final:
{\displaystyle \mathbf {E} (z,t)=\left\{{\begin{array}{l}{\mathbf {E} _{0}e^{i\left(k_{0}z-\omega t\right)}-\left({\frac {n-1}{n+1}}\right)\mathbf {E} _{0}e^{-i\left(k_{0}z+\omega t\right)}}&{z<0}\\{\left({\frac {2}{n+1}}\right)\mathbf {E} _{0}e^{i\left(nk_{0}z-\omega t\right)}}&{z>0.}\end{array}}\right.}
Este es exactamente el resultado esperado: solo hay una onda dentro del medio y su velocidad de propagación se reduce en n. También se recuperan los coeficientes de reflexión y de transmisión esperados.

## Longitudes de extinción y pruebas de la relatividad especial
La "longitud de extinción" característica de un medio es la distancia después de la cual se puede decir que la onda original ha sido reemplazada por completo. Para la luz visible, que viaja en el aire al nivel del mar, esta distancia es de aproximadamente 1 mm. En el espacio interestelar, la duración de la extinción de la luz es de 2 años luz. A frecuencias muy altas, los electrones en el medio no pueden "seguir" la onda original hacia la oscilación, lo que permite que esa onda viaje mucho más lejos: para los rayos gamma de 0,5 MeV, la longitud es de 19 cm en el aire y de 0,3 mm en lucita ([Polimetilmetacrilato|[metacrilato]]), y para 4,4 GeV, 1,7 m en aire y 1,4 mm en carbono.
La teoría de la relatividad especial predice que la velocidad de la luz en el vacío es independiente de la velocidad de la fuente que la emite. Esta predicción ampliamente aceptada ha sido probada mediante algunas observaciones astronómicas. Por ejemplo, en un sistema estelar binario, las dos estrellas se mueven en direcciones opuestas y se podría probar la predicción analizando su luz (véase, por ejemplo, el experimento de la estrella binaria de Sitter). Desafortunadamente, la duración de la extinción de la luz en el espacio anula los resultados de cualquier experimento de este tipo utilizando luz visible, especialmente si se tiene en cuenta la espesa nube de gas estacionario que rodea a tales estrellas. Sin embargo, los experimentos que utilizan rayos X emitidos por púlsares binarios, con una duración de extinción mucho más larga, han tenido éxito.